# 5N87 (radar)
5N87 a fost un complex radar (după clasificarea NATO ”Back Net”) realizat în fosta URSS la mijlocul anilor 1970. Complexul a fost în înzestrarea țărilor fostului Tratat de la Varșovia, inclusiv în Armata României din anul 1978. În prezent nu se exploatează în Armata României.

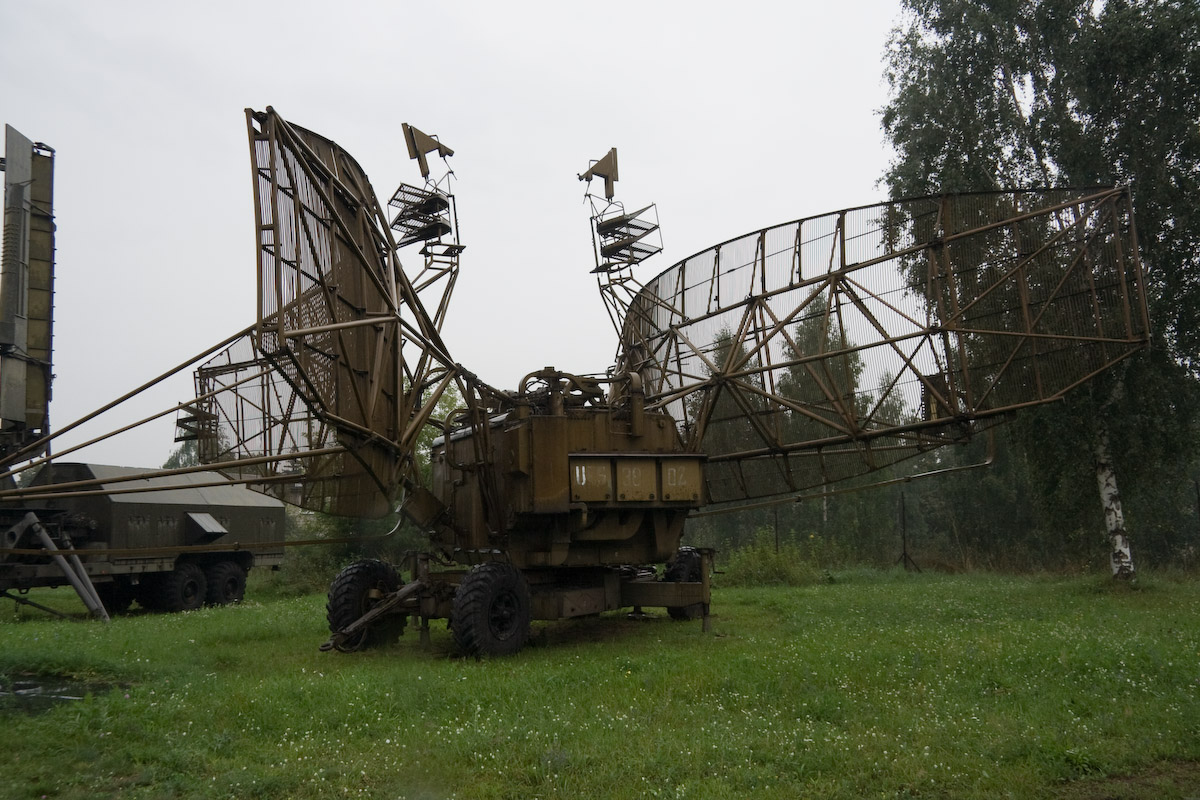
Una din cabinele emisie-recepție (D-I sau D-II, radiotelemetru) ale complexului 5N87.

## Scurt istoric
- În anii 1960 –1970 în Trupele Radiotehnice și în Trupele de Rachete Antiaeriene ale Apărării Antiaeriene s-a exploatat pe scară largă complexul de radiolocație P-80 (”Altai”) care a avut o construcție avansată pentru acele vremuri pe principiul ”radiotelemetru-radioaltimetru”. În complex intrau două radiotelemetre dispuse pe câte o cabină, fiecare având câte două antene emisie-recepție așezate spate în spate care se roteau sincron. Fiecare radiotelemetru putea să lucreze în zona sa pe diferite unghiuri de înălțare. De asemenea, în complex mai intrau două până la patru radioaltimetre PRV-11. La mijlocul anilor 1970, în schimbul complexului de radiolocație P-80, în trupe a început să intre mult modernizatul complex 5N87.
- Producția de serie a complexului 5N87 și a celui modificat (complexul 64J6) a fost realizată la uzina de aparatură radioreleu din Pravdinsk, din anul 1971 până în anul 1985. În fiecare an se produceau până la 45 de complexe de radiolocație. În total s-au produs în jur de 600 de complexe. Livrările la export au fost făcute în mai mult de 20 de țări. Din poziția contemporaneității acești indici înfrâng amploarea celor realizate, în acei ani, de colectivul Uzinei de Aparatură Radioreleu din Pravdinsk. În anul 1975 pentru elaborarea și valorificarea producției de serie a complexului 5N87 o serie de specialiști remarcabili ai uzinei și compartimentul lor de construcții au devenit laureați ai Premiului de Stat ai URSS.
- După ideologia de construcție și realizarea tehnică, acesta a fost de o complexitate ridicată,  avansată pentru timpul său, ”a supraviețuit” mult timp în trupe și până în prezent (anul 2006) se folosește pentru rezolvarea problemelor controlului spațiului aerian și asigurarea de radiolocație a mijloacelor de foc ale Apărării Antiaeriene.

## Destinație
Complexul radar 5N87 este destinat pentru controlul spațiului aerian într-o gamă largă de distanță și unghiuri de înălțare, descoperirea și măsurarea coordonatelor unei largi clase de mijloace aeriene de zbor în condițiile unei contraacțiuni radioelectronice intense.

## Scurtă prezentare
- Deosebirile distinctive față de complexul P-80 au fost: posibilitățile de formare a unei zone compacte de observare în plan vertical (mai mare de 40 de grade) și furnizarea către operatorii complexului a informațiilor despre 10 – 12 ținte cu trei coordonate, cu o discontinuitate ridicată (până la 10 secunde). Complexul P-80 avea limitări la protecția împotriva bruiajului, siguranța în funcționare și la alte caracteristici tehnico-tactice. După aspectul exterior, complexul 5N87 nu se deosebea semnificativ față de predecesorul său. Radiotelemetrele complexului au avut caracteristici mult mai bune. Zona superioară de observare s-a mărit la 35 – 40 grade, distanța de descoperire s-a mărit cu 20 – 25 %.
- Pentru măsurarea înălțimii de zbor a țintei, în locul radioaltimetrului PRV-11, complexul a fost completat, în perspectivă, cu radioaltimetrul PRV-13. În compunerea sa, complexul avea de la 17 la 21 de remorci în funcție de numărul de PRV-uri (2 sau 4), ceea ce a predeterminat folosirea în luptă de pe poziții staționare amenajate, din timp, ale Trupelor Apărării Antiaeriene. Și, deși după normative timpul de desfășurare a complexului a fost stabilit la 38 de ore, într-o variantă serioasă cu schimbarea poziției, niciodată nu s-a încadrat în acest timp. Lungimea completului de cabluri al complexului a fost apreciată la mai mulți kilometri.
- Instalația de emisie a radiotelemetrului complexului este realizată pe principiul ”generator de oscilații de mică putere – circuit de amplificare”. Radiotelemetrele asigură înalte caracteristici energetice (puterea medie a unui emiător depășește 30 de kw – chiar pentru actualitate acest lucru pare ponderat), ceea ce împreună cu structura multifrecvență a semnalului de sondaj a permis să se asigure o protecție efectivă la bruiajul activ. Pe lângă canalele principale de recepție au fost realizate canale suplimentare de recepție de la antenele de compensare, pentru realizarea suprimării semnalelor și bruiajelor, primite pe lobii laterali ai diagramei de directivitate ale antenelor principale ale complexului.
- Folosirea în circuitul de amplificare a emițătorului radiotelemetrului a unor aparate noi, vidate de mare stabilitate (tuburi cu undă progresivă și amplitroane), folosirea metodelor și aparaturii de autocompensare după o perioadă au permis să se realizeze în mod suficient indici superiori de protecție la bruiajul pasiv și la reflexiile de la obiectele fixe din teren. În calitate de element de reținere a semnalelor pe o perioadă de sondaj, în aparatura de autocompensare după o perioadă au fost folosite elemente din corpuri tari – linii de reținere ultrasonore care au reprezentat un pas înainte în practica creării sistemelor de selecție a țintelor mobile. Anterior aceste linii erau realizate pe baza aparatelelor vidate, insuficient de stabile – potențialoscoapele.
- Totodată trebuie amintit faptul că dezvoltarea în continuare a sistemului de autocompensare după o perioadă, pe baza liniei de reținere ultrasonoră, nu s-a folosit pe scară largă din cauza necesității păstrării ei într-un termostat special, de construcție masivă, pentru asigurarea stabilității caracteristicilor. Timpul de intrare în regim a termostatului reprezenta câteva ore, ceea ce pentru îndeplinirea problemelor serviciului de luptă ducea la necesitatea păstrării termostatului cuplat permanent.
- Pentru ușurarea observării de către operatorii complexului a semnului de la ținte, pe fondul zgomotelor proprii ale instalației de recepție, a fost realizată aparatura de compensare necoerentă a semnalelor de radiolocație.
- În compunerea complexului 5N87 au fost realizate canale de goniometrare care au asigurat determinarea și transmiterea la mijloacele  automatizate de conducere ale subunităților radiotehnice direcția către purtătorul bruiajului activ de zgomot. Mai departe, mijloacele automatizate ale complexului asigurau rezolvarea problemei triangulației după informațiile de la diferite surse și determinarea coordonatelor acelui purtător. În comparație cu predecesorul său (complexul P-80), în complexul 5N87 a fost folosit un sistem mult mai perfecționat de comandă a emisiei pentru mărirea protecției la rachetele antiradiolocație.
- Transmiterea informației de radiolocație la locurile de muncă ale operatorilor din cabina ”I” și la indicatorii portativi (cabina VP-87) se realiza prin linii de cabluri. Aceste locuri de muncă au fost universale și permiteau să se reprezinte informația de radiolocație de la cinci stații de radiolocație cu diferite destinații. Această realizare tehnică a permis, în mare, să se simplifice problema asigurării locurilor de muncă ale navigatorilor cu dirijarea de la aparatura portativă de dirijare din punctul de comandă și punctul de dirijare a aviației aparținând Apărării Antiaeriene. Pentru asigurarea transmiterii informației de radiolocație analogice, în compunerea complexului 5N87 a fost folosită radiolinia RL-30.
- Câteva cuvinte despre radioaltimetrul PRV-13, ca parte componentă a complexului 5N87. Spre deosebire de predecesorul său (PRV-11), radioaltimetrul PRV-13 a avut zona de descoperire în limite mai mari în comparație cu zonele radiotelemetrelor complexului, indici superiori de protecție la bruiaj, inclusiv la bruiajul activ. Acest lucru s-a realizat prin folosirea în aparatura de emisie a două magnetroane,  diferite, de asemanea, realizarea unei antene suplimentare și aparatura de compensare pentru suprimarea bruiajului pe lobii laterali ai diagramei de directivitate.
- Complexul 5N87, în repetate rânduri, a fost supus modernizării. A fost proiectat și introdus în producția de serie prototipul modificat al acestuia – complexul 64J6. Pentru mărirea eficacității în luptă în condiții de bruiaj, complexul 64J6 a avut sistem digital de selecție a țintelor mobile și protecție prin polarizare în fasciculul principal al diagramei de directivitate. În locul radioaltimetrelor PRV-13, complexul 64J6 a fost completat cu radioaltimetrele PRV-17, ultimul din clasa radioaltimetrelor.
- Tehnica s-a dovedit pentru acele vremuri foarte complexă. Ca elemente de bază s-au folosit tuburi electronice cu vid. Aceasta a însemnat o nesiguranță în funcționarea radiotelemetrelor complexului. Cu toate acestea, nu au fost însă indicii răi cei mai importanți . Datorită suprapunerii fasciculelor existente – prezența a  patru canale de emisie – problema unei diagrame de directivitate compacte a putut fi rezolvată. Pentru timpul său complexul 5N87 a fost o foarte serioasă ”mașină”. Asemenea complex, din punct de vedere al indicilor de putere, a posibilităților energetice (ducerea unei lupte puternice cu purtătorul de bruiaj), după un calcul în mare, din păcate, în ziua de azi nu există. Negreșit, 5N87 a fost una din paginile cele mai luminoase din istoria înzestrării de radiolocație a țării (URSS). Din clasa de radare similare pot fi numite, din păcate, doar două – 5N87 și ST-67.
- Tehnologiile actuale (anul 2006) au permis să se producă o adâncă modernizare a complexului și să se realizeze complexul 5N87M. După introducerea modernizărilor complexul reprezintă în sine o stație de radiolocație de determinare a trei coordonate (3D) cu un traseu de prelucrare a informației de radiolocație care pot fi folosite în unitățile automatizate din Trupele Radiotehnice ale Apărării Antiaeriene.
- În compunerea complexului radar intră:
  - cabinele rotative D1 și D2 cu câte 2 instalații de antene dispuse spate în spate, în cabine se află aparatura de emisie-recepție;
  - remorcile cu aparatura modulatoare MP-1 și MP-2 (ML-1 și ML-2);
  - remorca cu postul tehnic, remorca T;
  - remorca cu aparatura de indicare, (remorca I);
  - remorca cu aparatura de indicare portativă VP-87M
  - automacaraua 8T210 pe șasiul automobilului ”Ural-375D”;
  - remorca cu centrul de distribuție a energiei electrice 5I55, remorca ȚRP-P;
  - remorca cu convertizoarele de frecvență  - două 5P28 (unul PPS-P);
  - remorca cu stația diesel-electrică tip 5E97;
  - două remorci cu câte două stații diesel-electrice tip 5Ă42 (230 V/400 Hz, putere 200 kw);
  - remorca Z cu piese de rezervă și aparatura de măsură și control;
  - două interogatoare terestre prin radiolocație;
  - două sau patru radioaltimetre PRV-13M (PRV-17-2).

## Date tehnico-tactice
- frecvența de lucru a emițătoarelor: decimetrică;
- frecvența de repetiție a impulsurilor: 60 – 1460 Hz;
- durata impulsului de sondaj: 96/36 microsecunde;
- puterea în impuls a unui canal de emisie: 1,5 Mw;
- puterea medie a unui canal: până la 32 Kw;
- lățimea diagramei de directivitate în plan orizontal: 1,1 până la 1,7 grade;
- viteza de rotire sincronă a antenelor: 5 ture pe minut;
- distanța maximă de descoperire a unui avion de vânătoare: 380 km;
- înălțimea maximă de descoperire: 54 km;
- precizia de măsurare a coordonatelor:
  - în azimut: 0,8 grade;
  - în distanță: 1.000 m
  - în înălțime: 300 m;
- coeficientul de suprimare a reflexiilor de la țintele fixe din teren: 20 dB.